# 五島市立久賀小学校
五島市立久賀小学校（ごとうしりつ ひさかしょうがっこう）は、長崎県五島市久賀町（久賀島）にある公立小学校。略称は「久小」。

## 概要
歴史
1874年（明治7年）に福江小学校の分校として創立。1876年（明治9年）に独立。2014年（平成26年）に創立140周年を迎えた。
校訓
「明るく 誠実で 逞しい人間」
学校教育目標
「心豊かに逞しく学び続ける児童の育成」
校章
校名の「久」と「小」の文字を図案化したもの。
校歌
1966年（昭和41年）に制定。作詞は田原覚、作曲は松尾政彦による。歌詞は3番まであり、各番に校名の「久賀」が登場する。
校区
久賀島全域（五島市の後に「久賀町・蕨町・猪之木町・田ノ浦町」が続く地区。）
中学校区は五島市立久賀中学校。

## 沿革
- 1872年（明治5年）8月 - 学制が頒布される。
- 1874年（明治7年）8月15日 - 久賀郷本久賀に「第五大学区 第五中学区[2]長崎県松浦郡管下 福江小学校 久賀分校」が開校。
- 1875年（明治8年）- 久賀郷字本久賀の文殊堂脇に移転。
- 1876年（明治9年）- 福江小学校から分離し、「第五大学区 第五中学区 久賀小学校」として独立。
- 1878年（明治11年）- 郡制の実施により、松浦郡が4分割され、五島列島部分（宇久・小値賀を除く）は南松浦郡に属することとなる。
  - 12月24日 - 学区改正により、「福江部 久賀小学校」に改称[3]。
- 1880年（明治13年）- 教育令の施行により「岐宿学区 公立下等川原小学校」に改称。
- 1882年（明治15年）- 中等科を設置し「福江学区 公立中等久賀小学校」に改称。
- 1886年（明治19年）9月 - 小学校令の施行により、「尋常久賀小学校」に改称（尋常科4年）。
- 1889年（明治22年）4月1日 - 町村制の施行により、久賀島村立の小学校となる。
- 1893年（明治26年）4月1日 - 「久賀尋常小学校」に改称。
- 1896年（明治29年）- 校舎を改築。
- 1898年（明治31年）4月1日 - 高等科を併置し、「久賀尋常高等小学校」に改称（尋常科4年・高等科4年）。
- 1905年（明治38年）4月1日 - 深浦尋常小学校[4]を統合。
- 1908年（明治41年）4月 - 小学校令の改正により、義務教育年限（尋常科の修業年限）が4年から6年に延長される。
  - 旧高等科1年を尋常科5年に、旧高等科2年を尋常科6年に、旧高等科3年を高等科1年に、旧高等科4年を高等科2年に振り替える。
- 1909年（明治42年）9月 - 細石流（さざれ）分教場を設置し、尋常科3年生までを収容。
- 1910年（明治43年）9月 - 義務教育年限の延長により児童数が増加し校舎がせまくなったため校舎を増改築。
- 1913年（大正2年）4月 - 本校の学級数を7学級から5学級に減じる。細石流分教場の収容学年を尋常科4年生までとする。
- 1918年（大正7年）3月 - 細石流分教場がへき地に指定される。
- 1927年（昭和2年）4月 - 高等科を1学級増設して2学級とし、複式を解消。
- 1940年（昭和15年）12月 - 田ノ浦尋常小学校・蕨尋常小学校の各校に高等科が併置されたため、両学区の高等科児童が転出。
- 1941年（昭和16年）
  - 3月 - 南校舎5教室が完成。
  - 4月1日 - 国民学校令の施行により、「久賀島村立久賀国民学校」に改称。尋常科を初等科に改める（初等科6年・高等科2年）。細石流分教場を2学級編成とする。
- 1942年（昭和17年）3月 - 北校舎2教室が完成。
- 1946年（昭和21年）3月 - 初等科（6学年）405名・高等科（2学年）106名、計511名で児童数が最大となる。
- 1947年（昭和22年）4月1日 - 学制改革（六・三制の実施）が行われる。
  - 国民学校の初等科が改組され、「久賀島村立久賀小学校」となる。児童数は（6学年で）401名。細石流分教場を細石流分校とする。
  - 国民学校の高等科と青年学校の普通科が改組され、新制中学校「久賀島村立久賀中学校」が発足。当初小学校に併設される。
- 1951年（昭和26年）5月 - 中学校の新校舎が完成したため、中学校との併設を解消。
- 1957年（昭和32年）11月1日 - 久賀島村が福江市に編入されたことにより「福江市立久賀小学校」に改称。
- 1966年（昭和41年）
  - 6月1日 - 校歌を制定。
  - 9月 - 準完全給食を開始。
- 1967年（昭和42年）1月 - 細石流分校、鉄筋コンクリート造平屋建ての校舎が完成。
- 1968年（昭和43年）3月 - 鉄筋コンクリート造2階建ての新校舎が完成（北緯32度47分42.8秒 東経128度52分5.6秒 / 北緯32.795222度 東経128.868222度）。
- 1974年（昭和49年）12月1日 - 創立100周年記念式典を挙行。
- 1975年（昭和50年）7月 - 校旗を制定。
- 1976年（昭和51年）11月 - 運動場を拡張。
- 1980年（昭和55年）4月 - 体育館が完成。
- 1984年（昭和59年）3月31日 - 細石流分校を休校とする。
- 1987年（昭和62年）
  - 4月1日 - 福江市立田ノ浦小学校[5]（北緯32度46分59.2秒 東経128度50分36.6秒 / 北緯32.783111度 東経128.843500度）を統合。
  - 4月6日 - 田ノ浦小学校を統合したことにより、旧・田ノ浦校区との間にスクールバスの運行を開始。
  - 4月7日 - 完全給食を開始。
- 1989年（平成元年）4月1日 - 完全複式（3学級）となる。
- 1992年（平成4年）6月 - プールが完成。
- 1993年（平成5年）9月 - 久賀中学校との合同運動会を開始。
- 1996年（平成8年）4月 - 細石流地区児童の輸送手段がスクールボートからスクールバスに変更となる。
- 2004年（平成16年）8月1日 - 市町村合併で五島市が発足したことにより、「五島市立久賀小学校」（現校名）へ改称。
- 2009年（平成21年）
  - 4月1日 - 五島市立蕨小学校[6]（北緯32度49分25.1秒 東経128度53分8.5秒 / 北緯32.823639度 東経128.885694度）を統合（久賀島の小学校が1校だけとなる）。
  - 9月 - 五島市立奥浦小学校・五島市立椛島小学校の2校と交流学習を開始。
- 2011年（平成23年）
  - 3月31日 - 1984年以来休校となっていた細石流分校を廃止（最終所在地:猪之木町141番地, 北緯32度49分45.2秒 東経128度50分53.5秒）。
  - 4月1日 - 五島市立久賀中学校の校舎に移転し、60年ぶりに小中併設校となる。
- 2016年（平成28年）4月 - 長崎県内で初めて「しま留学制度」が導入される。

## 交通アクセス
最寄りの道路
- 長崎県道167号久賀島線

## 周辺
- 久賀島郵便局

## 参考資料
- 「福江市史 上巻」（1995年（平成7年）3月31日, 福江市）第3編 教育・文化、第2章 学校教育、第2節 学校の沿革と現況 p. 405 -